# Nữ Quân nhân Quân lực Việt Nam Cộng hòa
Thanh nữ Cộng hòa Việt Nam Cộng hòa đã hiện diện từ thời còn Quân đội Liên hiệp Pháp. Ban đầu chỉ là một nhân số nhỏ thuộc diện công chức bán quân sự. Sau này do nhu cầu cần thiết đã nâng lên thành Đoàn và trực thuộc Bộ Tổng Tham mưu Quân lực Việt Nam Cộng hòa. Bộ phận cao nhất của Đoàn là Bộ Chỉ huy, đứng đầu là một nữ sĩ quan cao cấp. Đoàn có nhiệm vụ điều hành và phân bổ những nhân sự của mình đến hầu hết các đơn vị trong Quân lực Việt Nam Cộng hòa. Thánh tổ của cơ quan này là Bùi Thị Xuân.

## Lịch sử hình thành
Trong thời kỳ đầu, người nữ quân nhân được gọi là nữ Trợ tá hay nữ Phụ tá khi Quân đội Quốc gia Việt Nam còn nằm trong khuôn khổ Liên hiệp Pháp. Giai đoạn Chính quyền Quốc gia lớn mạnh, quân đội trưởng thành cũng là lúc Ngành nữ Trợ tá chính thức được thành lập từ năm 1952.
Ngày 5 tháng 1 năm 1965, ngành nữ Trợ tá được đổi tên thành Đoàn nữ quân nhân và chính thức thành lập theo sắc lệnh số 003/QT/SL, trực thuộc Bộ Tổng Tham mưu. Cơ sở của Đoàn được đặt ở đường Nguyễn Văn Thoại (nay là đường Lý Thường Kiệt), bên cạnh là trường đào tạo nữ quân nhân. Đoàn trưởng đầu tiên kiêm Chỉ huy trưởng trường Huấn luyện là Thiếu tá Trần Cẩm Hương.
Đoàn Nữ quân nhân cũng đã lớn mạnh chung với bước phát triển của Quân lực. Tuy quân số khiêm tốn khoảng 6.000 người so với nam quân nhân. Nữ quân nhân tuỳ theo trình độ văn hóa, tình nguyện gia nhập để theo học các khóa sĩ quan, hạ sĩ quan hay binh sĩ tại Trường nữ quân nhân và các Quân trường chuyên môn.

## Huấn luyện
Trung tâm Huấn luyện đảm nhận việc tuyển mộ phụ nữ từ 18 tuổi trở lên, tình nguyên gia nhập quân đội và huấn luyện căn bản quân sự như về tổ chức quân đội, cơ bản thao diễn v.v... Nhiệm vụ nữ quân nhân là không tác chiến nên chỉ được học ít giờ làm quen với vũ khí do Trung tâm Huấn luyện Quang Trung đảm nhiệm.
Qua năm 1966, việc tuyển mộ do các Trung tâm tuyển mộ phụ trách và chuyển nữ tân binh đến Trường nữ quân nhân để trang bị và thụ huấn quân sự. Sau phần căn bản quân sự, tuỳ nhu cầu quân số do Bộ Tổng Tham mưu ấn định, khóa sinh tốt nghiệp sẽ được thụ huấn chuyên môn tại các trường Tổng Quản trị, Quân y, Hành chánh Tài chánh, Quân nhu, Xã hội v.v...
Nữ quân nhân được tuyển theo bằng cấp: Trung học Đệ nhất cấp, Tú tài 1 được huấn luyện trở thành hạ sĩ quan trong quân đội, cho đến năm sau mới có khóa sĩ quan đầu tiên từ những hạ sĩ quan có bằng Tú tài hoặc tuyển mộ mới.
Năm 1967, Văn phòng Trưởng đoàn được chuyển về Bộ Tổng Tham mưu trực thuộc Văn phòng Tham mưu phó Nhân viên. Còn Trường nữ quân nhân trực thuộc Tổng cục Quân huấn.
Qua năm 1968, lệnh tăng quân số cho phép tuyển mộ thêm nữ quân nhân hàng binh sĩ. Do đó, thí sinh chỉ cần biết đọc biết viết, đầy đủ sức khoẻ là được nhận tại các Trung tâm tuyển mộ và được chuyển về Trường nữ quân nhân để thụ huấn. Thời gian huấn luyện quân sự cũng được rút ngắn chỉ còn 1 tháng thay vì như trước là 6 tuần (Ưu tiên nhận các quả phụ tử sĩ).
Trường nữ quân nhân huấn luyện trong 10 năm các khóa căn bản quân sự cho binh sĩ, hạ sĩ quan. Riêng về sĩ quan thì được 7 khóa tốt nghiệp, khóa thứ 8 đang thụ huấn nửa chừng thì xảy ra biến cố 1975.
Nữ quân nhân được phân bổ phục vụ hầu hết các Quân, Binh chủng và Cảnh sát Quốc gia, trong nhiệm vụ Tham mưu, Thư ký, Đả tự (Đánh máy chữ), Tài xế, Quân y, Xã hội, Truyền tin, Quản trị, Kiếm soát và Giáo viên các Trường trung học và tiểu học quân đội...
Sĩ quan nữ quân nhân có khoảng 600 người (Kể cả cấp Chuẩn uý). Có người đã thăng lên cấp tá, cao nhất là Đại tá Trần Cẩm Hương.
Ngoài ra, Trường nữ quân nhân còn huấn luyện các khóa sau:
-Một khóa hạ sĩ quan cho nguyên là nữ Phụ tá trước vốn chưa qua khóa căn bản quân sự nào kể từ ngày nhập ngũ.
-Bốn khóa căn bản sĩ quan cho nữ điều dưỡng Không quân do Bộ Tư lệnh Không quân gửi đến.
-Hai khóa căn bản sĩ quan cho nữ sĩ quan Cảnh sát do Bộ Tư lệnh Cảnh sát Quốc gia gửi đến.

## Tác phong
Về quân phục của nữ quân nhân từ năm 1969 về sau là màu xanh da trời. Lễ phục màu trắng đồng kiểu với quân phục nhưng tay áo dài 3/4. Quân phục nỉ xanh thẫm cho các vùng lạnh. Lễ phục khi xuất ngoại vẫn là Worsted Kaki.
Tất cả nữ quân nhân được phát áo len dài mặc ngoài quân phục khi trời lạnh. Mũ giống như mũ chiêu đãi viên hàng không (Bỏ kiểu cũ là mũ Calo).
Thời gian thụ huấn, mặc quân phục tác chiến, mũ vải và giầy vải đen có cổ. Cuối tuần xuất trại được mặc thường phục. Mỗi khóa sinh ngoài 2 bộ quân phục tác chiến khi thụ huấn, được cấp may 2 bộ quân phục xanh và một đôi giầy đen cao gót 5 cm để làm việc sau khi ra trường về đơn vị, sẽ được đo may cấp đổi theo định kỳ và để tóc ngắn chấm cổ áo.
Đoàn nữ quân nhân cũng được huấn luyện ở hải ngoại. Một số sĩ quan được đưa đi học tại Hoa Kỳ, Các trường Lục quân Fort Mc Clellen, Alabama cho khóa căn bản sĩ quan nữ quân nhân, khóa sĩ quan cao cấp cũng tại đây. Khóa Dân sự vụ tại Fort Gordon, Georgia. Khóa Chiến tranh Chính trị tại Fort Bragg, North Carolina. Các khóa về Nhân viên, Tuyển mộ, Tổng Quản trị tại Fort Benjamin Harrison, Indiana.
Riêng 4 khóa nữ Điều dưỡng Không quân sau khi tốt nghiệp căn bản sĩ quan tại trường, được Bộ Tư lệnh Không quân gửi đi du học nghiệp vụ tại Texas, Hoa Kỳ
Đoàn cũng đã có 5 hạ sĩ quan Thông dịch viên được đưa sang trường nữ quân nhân Hoa Kỳ thụ huấn căn bản sĩ quan, khi về nước được thăng cấp Chuẩn uý (Trước khi khóa 1 sĩ quan nữ quân nhân tốt nghiệp)

## Về tổ chức của Đoàn Nữ quân nhân
- Một văn phòng Trưởng đoàn (Tại văn phòng Tham mưu phó Nhân viên trong Bộ Tổng Tham mưu).
- Trường Nữ quân nhân (Thuộc Tổng cục Quân huấn).
- 4 văn phòng Phân đoàn trưởng (Thuộc các Bộ Tư lệnh Quân đoàn).
- 2 văn phòng Phân đoàn trưởng Hải quân, Không quân (Thuộc Bộ Tư lệnh các Quân chủng).
- Các Văn phòng Chi đoàn trưởng (Thuộc Bộ chỉ huy Tiểu khu và các Quân, Binh chủng).
Nữ quân nhân thuộc quân số các đơn vị đang phục vụ, đặt dưới sự giám sát về quân phong, quân kỷ của Chi đoàn trưởng, Phân đoàn trưởng liên hệ.
Trong quá trình phục vụ, các nữ quân nhân cũng đã có những hy sinh và thương tật khi làm những nhiệm vụ trợ tá ngoài tiền tuyến và những công việc xã hội ở những địa phương mất an ninh.
Đoàn nữ quân nhân đã đồng hành cùng Quân lực Việt Nam Cộng hòa trong công cuộc chung là bảo vệ tự do cho đồng bào, cho Tổ quốc và đã chấm dứt nhiệm vụ vào cuối tháng 4 năm 1975.

## BCH Đoàn Nữ Quân nhân tháng 4 năm 1975
| Stt | Họ và Tên              | Cấp bậc  | Chức vụ                            | Chú thích                                                            |
| --- | ---------------------- | -------- | ---------------------------------- | -------------------------------------------------------------------- |
| 1   | Lưu Thị Huỳnh Mai      | Trung tá | Trưởng đoàn                        | Nguyên là Phân đoàn trưởng tại Trung ương. Sau 75 định cư tại Hoa Kỳ |
| 2   | Nguyễn Thị Hạnh Nhơn   | Trung tá | Phó trưởng đoàn                    | Tù cải tạo, định cư Hoa Kỳ diện H.O                                  |
| 3   | Nguyễn Thị Hoa         | Đại úy   | Phân đoàn trưởng Không quân        | Tù cải tạo, định cư Hoa Kỳ diện H.O                                  |
| 4   | Trần Thị Tươi          | Đại úy   | Phân đoàn trưởng Hải quân          |                                                                      |
| 5   | Nguyễn Thị Thu Cúc     | Đại úy   | Phân đoàn trưởng Quân đoàn I       | Tù cải tạo, định cư Hoa Kỳ diện H.O                                  |
| 6   | Huỳnh Thị Quang        | Đại úy   | Phân đoàn trưởng Quân đoàn II      |                                                                      |
| 7   | Nguyễn Thị Bích Phượng | Đại úy   | Phân đoàn trưởng Quân đoàn III     | Sau 75, được bảo lãnh định cư tại Hoa Kỳ                             |
| 8   | Phạm Nguyệt Quỳ        | Đại úy   | Phân đoàn trưởng Quân đoàn IV      | Sau 75, định cư Hoa Kỳ                                               |
| 9   | Hồ Thị Vẻ              | Trung tá | Chỉ huy trưởng Trường Nữ Quân nhân | Tù cải tạo, định cư Hoa Kỳ diện H.O                                  |

Sau 1975, đa số các Sĩ quan Nữ Quân nhân từ cấp uý đến cấp tá cũng bị giam cầm trong các trại tù cải tạo và một số đã mãi mãi nằm lại nơi rừng thiêng nước độc.

## Đoàn trưởng qua các thời kỳ
| Stt | Họ và Tên         | Cấp bậc  | Tại chức      | Chú thích |
| --- | ----------------- | -------- | ------------- | --- |
| 1   | Nguyễn Thị Hằng   | Thiếu tá | Trước 1965    | Khi Đoàn còn tên gọi "Nữ Trợ tá". Sau giải ngũ ở cấp Trung tá                                                   |
| 2   | Trần Cẩm Hương    | Thiếu tá | 1965-1975     | Giải ngũ vào tháng 1/1975 ở cấp Đại tá. Bị tù 10 năm, được trả tự do năm 1985, mất năm 1987 tại TP. Hồ Chí Minh |
| 3   | Lưu Thị Huỳnh Mai | Trung tá | 1/1975-4/1975 | Đoàn trưởng sau cùng                                                                                            |

## Danh sách sĩ quan cấp Tá và Đại úy
| TT | Họ và Tên              | Cấp bậc  | Chú thích | TT | Họ và Tên            | Cấp bậc | Chú thích |
| -- | ---------------------- | -------- | --------- | -- | -------------------- | ------- | --------- |
| 1  | Trần Cẩm Hương         | Đại tá   |           | 17 | Đỗ Thị Bút           | Đại úy  |           |
| 2  | Hồ Thị Vẻ              | Trung tá |           | 18 | Huỳnh Thị Ánh Nguyệt | Đại úy  |           |
| 3  | Lưu Thị Huỳnh Mai      | Trung tá |           | 19 | Huỳnh Thị Quang      | Đại úy  |           |
| 4  | Nguyễn Thị Hằng        | Trung tá |           | 20 | Lê Thị Ngọc Ánh      | Đại úy  |           |
| 5  | Nguyễn Thị Hạnh Nhân   | Trung tá |           | 21 | Nguyễn Thị Thu Cúc   | Đại úy  |           |
| 6  | Bàng Kim Linh          | Thiếu tá |           | 22 | Nguyễn Thị Hoa       | Đại úy  |           |
| 7  | Cao Mỹ Duyên           | Thiếu tá |           | 23 | Nguyễn Thị Kim Liên  | Đại úy  |           |
| 8  | Cao Mỵ Nhân            | Thiếu tá |           | 24 | Nguyễn Thị Vân       | Đại úy  |           |
| 9  | Lê Thị Nuôi            | Thiếu tá |           | 25 | Phạm Thị Kim Dung    | Đại úy  |           |
| 10 | Lê Kim Sa              | Thiếu tá |           | 26 | Phạm Thị Tuyết Hoa   | Đại úy  |           |
| 11 | Nguyễn Thị Bích Phượng | Thiếu tá |           | 27 | Phạm Thị Kim Hoàng   | Đại úy  |           |
| 12 | Nguyễn Thanh Thủy      | Thiếu tá |           | 28 | Phạm Thị Nguyệt Quỳ  | Đại úy  |           |
| 13 | Trần Bích Nga          | Thiếu tá |           | 29 | Trần Kim Huệ         | Đại úy  |           |
| 14 | Trần Thị Tâm           | Thiếu tá |           | 30 | Trần Thị Tươi        | Đại úy  |           |
| 15 | Nguyễn Thị Điện        | Thiếu tá |           | 31 | Vũ Thị Bích Huyền    | Đại úy  |           |
| 16 | Trần Thị Huy Lễ        | Thiếu tá |           |    |                      |         |           |